# كيلتون بي. ميلر
كيلتون بي. ميلر هو صحفي وناشر وسياسي أمريكي، ولد في 8 سبتمبر 1860 في نيو بالتيمور في الولايات المتحدة، وتوفي في 2 ديسمبر 1941 في بيتسفيلد في الولايات المتحدة. نشط حزبياً في الحزب الجمهوري.